# Chrysopogon filipes
Chrysopogon filipes là một loài thực vật có hoa trong họ Hòa thảo. Loài này được (Benth.) Reeder mô tả khoa học đầu tiên năm 1948.